# Lisa Tuttle
Lisa Gracia Tuttle (Houston, 16 settembre 1952) è una scrittrice statunitense.
Ha pubblicato più di una dozzina di romanzi, sette raccolte di storie brevi e vari saggi.

## La controversia del 1982
Nel 1982, con l'avvicinarsi della 17ª edizione dei premi Nebula, l'autrice Lisa Tuttle venne a conoscenza del fatto che lo scrittore George Guthridge, nominato anche lui nella sua stessa categoria per il racconto The Quiet, stava pubblicizzando l'opera inviando copie ai membri della SFWA con in allegato una lettera scritta dall'editore di The Magazine of Fantasy and Science Fiction Ed Ferman. 
La situazione portò l'autrice richiedere il ritiro del racconto The Bone Flute dalle candidature dei finalisti del premio Nebula per il miglior racconto. La protesta della Tuttle è stata motivata dal modo in cui la cosa è gestita, e nella speranza che la sua protesta potesse spingere la commissione a istituire alcune semplici regole come ad esempio l'assicurarsi l'invio di tutte le opere a giudizio a tutti gli elettori, oppure squalificando le opere promosse dagli autori o dagli editori, al fine di rendere l'intero sistema Nebula meno di una farsa.
Una lettera dell'autrice, inviata a Frank Catalano membro della SFWA con la quale comunica la motivazione delle proteste, non rimane inosservata: a circa tre settimane dagli annunci ufficiali, lo stesso Frank la informa che il suo racconto era stato scelto come vincitore, inoltre la rivista settimanale statunitense Publishers Weekly, promotrice di romanzi e bestseller in uscita, aveva anticipatamente rivelato i nomi dei vincitori.
La Tuttle aveva ufficialmente ritirato il racconto, quindi si oppose dichiarando che avrebbe rifiutato il premio; Frank non sapendo cosa fare passò il problema ad altri membri della SFWA, fino a Charles L. Grant, che contattò l'autrice e le annunciò che sarebbe stata comunque lei la vincitrice del premio, essendo già stato inciso sulla targa celebrativa il suo nome e il nome della sua opera. Non riuscendo a convincere la Tuttle, Charles le comunicò che non era sicuro di come si sarebbe comportato alla cerimonia. La Tuttle diede il consiglio di spiegare che il vincitore aveva ritirato la presentazione dell'opera prima di sapere della vittoria, oppure fornendo i veri dettagli sul motivo per l'opera era stata ritirata e il premio rifiutato.
La Tuttle decise di non presenziare alla cerimonia e quindi di non pronunciare il consueto discorso di ringraziamento; la commissione rassicurò la scrittrice sul fatto che le sue ragioni sarebbero state rese note al pubblico dalla commissione stessa.
Il 29 aprile, cinque giorni dopo la premiazione, la Tuttle ricevette un telegramma da parte di John Douglas della Pocket Books con le congratulazioni per aver vinto il premio. In seguito alla telefonata con Douglas, la Tuttle si rese conto che aveva accettato il premio per suo conto, come spesso accadeva per autori che non potevano essere presenti alla cerimonia, apprese inoltre che non era stata detta una parola sul suo rifiuto, ne tantomeno sulle motivazioni.
La risposta implicita da parte di SFWA a Lisa e alle sue lamentele, consiste in una lettera su Locus magazine da parte della vicepresidente Marta Randall, che con l'assioma "Tutto ciò che non è proibito è obbligatorio" deduce dalle regole dei premi Nebula che fosse impossibile per Lisa ritirare il suo racconto.